# Эркюль и Шерлок против мафии
«Эркюль и Шерлок против мафии» (фр. Hercule & Sherlock) — французская криминальная комедия.

## Сюжет
Самый крупный фальшивомонетчик Марселя — Антуан Моран — приезжает в порт города, чтобы получить очередную партию купюр. Но случается непредвиденное: один из тросов портового крана обрывается и весь груз, который там был, падает на ящик с фальшивыми купюрами. В порт неожиданно заявляется наркополиция. Морана сажают в тюрьму по подозрении в наркоторговле.

## В ролях
- Кристофер Ламберт — Венсан
- Ришар Анконина — Брюно
- Филиппин Леруа-Больё — Мэри
- Ролан Бланш — Антуан Моран
- Беатрис Аженен — Николь Моран
- Лоран Жандрон — Даниель
- Бенжамин Рато — Мишель
- Мишель Кремадес — Люсьен
- Жан-Клод Дюма — Видаль
- Стефани Бари — Франсуа Лемер